# 在日印尼人
在日印尼人，是日本最大的穆斯林移民族群。在2007年日本政府估計全國有30,620個合法的印尼移民和約4,947個非法居留人士。

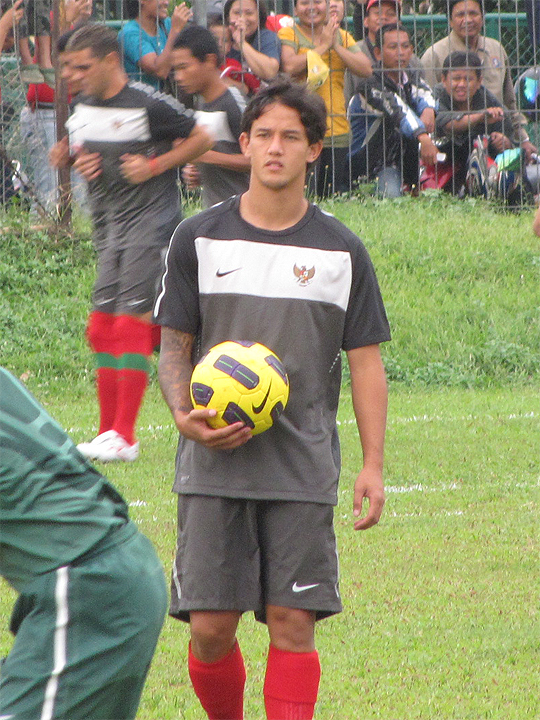
印尼足球运动员伊尔凡·巴赫丁，2015-2016年效力于北海道札幌冈萨多队

## 人口與分布
在日印尼人是日本國內的穆斯林移民較年輕的群體，64.5%合法逗留人士是20-30歲左右。而其他穆斯林移民族如伊朗人、孟加拉人和巴基斯坦人則多30-40歲左右。37%在1印尼人住在關東地方(2,175住在東京、1,236人住在埼玉縣、1,204住在茨城縣、1002人住在神奈川縣、845人住在千葉縣、519人住在群馬縣、244人住在栃木縣)，約10%人住在京阪神地區，而6%住在長野縣和靜岡縣，剩下的則分布於各縣。
他們在東京有自己的學校。他們主要都是穆斯林